# Domeño
Domeño (em castelhano e oficialmente) ou Domenyo (em valenciano) é um município da Espanha na província de Valência, Comunidade Valenciana. Tem 68,8 km² de área e em 2021 tinha 670 habitantes (densidade: 9,7 hab./km²).

## Demografia
| População do município entre 1991 e 2021 | População do município entre 1991 e 2021 | População do município entre 1991 e 2021 | População do município entre 1991 e 2021 | População do município entre 1991 e 2021 |
| ---------------------------------------- | ---------------------------------------- | ---------------------------------------- | ---------------------------------------- | ---------------------------------------- |
| 1991                                     | 1996                                     | 2001                                     | 2004                                     | 2021                                     |
| 483                                      | 505                                      | 526                                      | 568                                      | 670                                      |